# Élections régionales de 2009 en Thuringe
Les élections régionales de 2009 en Thuringe (en allemand : Landtagswahl in Thüringen 2009) se tiennent le 30 août 2009, afin d'élire les 88 députés de la 5e législature du Landtag, pour un mandat de cinq ans.
Le scrutin est marqué par la victoire de l'Union chrétienne-démocrate, qui perd sa majorité absolue acquise en 1999 et réalise son plus mauvais résultat régional. Christine Lieberknecht est ensuite investie ministre-présidente à la tête d'une « grande coalition » avec le Parti social-démocrate.

## Contexte
Aux élections régionales du 13 juin 2004, l'Union chrétienne-démocrate d'Allemagne (CDU) du ministre-président Dieter Althaus, arrivé au pouvoir en juin 2003, reste la première force politique de la Thuringe. Elle totalise 43 % des voix, ce qui lui permet de faire élire 45 députés, soit l'exacte majorité absolue au Landtag.
Le Parti du socialisme démocratique (PDS) se maintient à la deuxième place après avoir réuni 26,1 % des suffrages exprimés et 28 parlementaires, assez loin devant le Parti social-démocrate d'Allemagne (SPD) qui tombe à 14,5 % des voix et 15 élus. Rassemblant 4,5 % des exprimés, l'Alliance 90 / Les Verts (Grünen) échouent donc à revenir au Landtag, tout comme le Parti libéral-démocrate (FDP) qui remporte 3,6 % des suffrages. Ces deux partis en sont absents depuis dix ans et leur faible score permet à la CDU de maintenir sa majorité absolue, alors qu'elle perd huit points par rapport à 1999.
Althaus est ensuite investi pour un second mandat et forme un cabinet monocolore dans lequel la ministre des Finances Birgit Diezel est vice-ministre-présidente. Le 1er janvier 2009, il est victime d'un grave accident de ski qui le tient éloigné du pouvoir. Jusqu'au 20 mai, son adjointe assume donc l'intérim de la direction de l'exécutif du Land.

## Mode de scrutin
Le Landtag est constitué de 88 députés (en allemand : Mitglied des Landtags, MdL), élus pour une législature de cinq ans au suffrage universel direct et suivant le scrutin proportionnel de Hare/Niemayer.
Chaque électeur dispose de deux voix : la première (Wahlkreisstimme) lui permet de voter pour un candidat de sa circonscription selon les modalités du scrutin uninominal majoritaire à un tour, le Land comptant un total de 44 circonscriptions ; la seconde voix (Landesstimme) lui permet de voter en faveur d'une liste de candidats présentée par un parti au niveau du Land.
Lors du dépouillement, l'intégralité des 88 sièges est répartie proportionnellement aux secondes voix entre les partis ayant remporté au moins 5 % des suffrages exprimés au niveau du Land. Si un parti a remporté des mandats au scrutin uninominal, ses sièges sont d'abord pourvus par ceux-ci.
Dans le cas où un parti obtient plus de mandats au scrutin uninominal que la proportionnelle ne lui en attribue, il conserve ces mandats supplémentaires et la taille du Landtag est augmentée par des mandats complémentaires distribués aux autres partis pour rétablir une composition proportionnelle aux secondes voix.

## Campagne

### Principaux partis
| Parti | Parti                                                                              | Idéologie                                                     | Chef de file                        | Résultats de 2004          |
| ----- | ---------------------------------------------------------------------------------- | ------------------------------------------------------------- | ----------------------------------- | -------------------------- |
|       | Union chrétienne-démocrate d'Allemagne Christlich Demokratische Union Deutschlands | Centre droit Démocratie chrétienne, libéral-conservatisme     | Dieter Althaus (Ministre-président) | 43,0 % des voix 45 députés |
|       | Die Linke                                                                          | Gauche Socialisme démocratique, anticapitalisme               | Bodo Ramelow                        | 26,1 % des voix 28 députés |
|       | Parti social-démocrate d'Allemagne Sozialdemokratische Partei Deutschlands         | Centre gauche Social-démocratie, troisième voie, progressisme | Christoph Matschie                  | 14,5 % des voix 15 députés |
|       | Alliance 90 / Les Verts Bündnis 90/Die Grünen                                      | Centre gauche Écologie, progressisme                          | Astrid Rothe-Beinlich (de)          | 4,5 % des voix 0 député    |
|       | Parti libéral-démocrate Freie Demokratische Partei                                 | Centre à centre droit Libéralisme, libéralisme économique     | Uwe Barth (de)                      | 3,6 % des voix 0 député    |

### Sondages
| Institut                | Date       | CDU  | SPD  | Grünen | FDP  | Linke |
| ----------------------- | ---------- | ---- | ---- | ------ | ---- | ----- |
| Institut                | Date       |      |      |        |      |       |
| TU Ilmenau              | 25/08/2009 | 41 % | 15 % | 10 %   | 8 %  | 23 %  |
| IfM Leipizg             | 22/08/2009 | 37 % | 20 % | 5 %    | 9 %  | 23 %  |
| Forschungsgruppe Wahlen | 21/08/2009 | 35 % | 18 % | 5 %    | 10 % | 25 %  |
| Infratest dimap         | 20/08/2009 | 34 % | 19 % | 6 %    | 8 %  | 24 %  |
| Infratest dimap         | 12/08/2009 | 34 % | 20 % | 6 %    | 9 %  | 24 %  |
| Forsa                   | 29/07/2009 | 40 % | 16 % | 6 %    | 6 %  | 24 %  |
| Infratest dimap         | 25/06/2009 | 36 % | 18 % | 6 %    | 9 %  | 24 %  |
| IfM Leipzig             | 25/05/2009 | 36 % | 23 % | 5 %    | 8 %  | 23 %  |
| Forsa                   | 19/05/2009 | 40 % | 18 % | 4 %    | 6 %  | 26 %  |
| Infratest dimap         | 14/05/2009 | 39 % | 20 % | 5 %    | 6 %  | 25 %  |
| Infratest dimap         | 25/03/2009 | 36 % | 20 % | 5 %    | 8 %  | 25 %  |
| GESS                    | 10/03/2009 | 39 % | 18 % | 4 %    | 8 %  | 25 %  |
| Forsa                   | 22/01/2009 | 39 % | 16 % | 5 %    | 5 %  | 28 %  |

## Résultats

### Voix et sièges
|                                   |                                              |                                              |                  |                  |                  |                  |           |        |        |              |               |
| Partis                            | Partis                                       | Partis                                       | Circonscriptions | Circonscriptions | Circonscriptions | Circonscriptions | Listes    | Listes | Listes | Total sièges | +/-           |
| Partis                            | Partis                                       | Partis                                       | Votes            | %                | Sièges           | +/-              | Votes     | %      | Sièges | Total sièges | +/-           |
|                                   | Union chrétienne-démocrate d'Allemagne (CDU) | Union chrétienne-démocrate d'Allemagne (CDU) | 333 893          | 31,79            | 28               | 11               | 329 302   | 31,23  | 2      | 30           | 15            |
|                                   | Die Linke (Linke)                            | Die Linke (Linke)                            | 290 832          | 27,69            | 14               | 9                | 288 915   | 27,40  | 13     | 27           | 1             |
|                                   | Parti social-démocrate d'Allemagne (SPD)     | Parti social-démocrate d'Allemagne (SPD)     | 199 948          | 19,94            | 2                | 2                | 195 363   | 18,53  | 14     | 18           | 3             |
|                                   | Parti libéral-démocrate (FDP)                | Parti libéral-démocrate (FDP)                | 79 936           | 7,61             | 0                | en stagnation    | 80 600    | 7,64   | 7      | 7            | 7             |
|                                   | Alliance 90 / Les Verts (Grünen)             | Alliance 90 / Les Verts (Grünen)             | 57 065           | 5,43             | 0                | en stagnation    | 64 912    | 6,16   | 6      | 6            | 6             |
|                                   | Parti national-démocrate d'Allemagne (NPD)   | Parti national-démocrate d'Allemagne (NPD)   | 47 447           | 4,52             | 0                | en stagnation    | 45 451    | 4,31   | 0      | 0            | en stagnation |
|                                   | Électeurs libres (FW)                        | Électeurs libres (FW)                        | 37 633           | 3,58             | 0                | en stagnation    | 40 811    | 3,87   | 0      | 0            | en stagnation |
|                                   | Les Républicains (REP)                       | Les Républicains (REP)                       | 0                | 0                | 0                | en stagnation    | 4 488     | 0,43   | 0      | 0            | en stagnation |
|                                   | Parti écologiste-démocrate (ÖDP)             | Parti écologiste-démocrate (ÖDP)             | 1 049            | 1,00             | 0                | en stagnation    | 4 455     | 0,42   | 0      | 0            | en stagnation |
|                                   | Indépendants                                 | Indépendants                                 | 2 599            | 0,25             | 0                | en stagnation    | 0         | 0      | 0      | 0            | en stagnation |
|                                   |                                              |                                              |                  |                  |                  |                  |           |        |        |              |               |
| Votes valides                     | Votes valides                                | Votes valides                                | 1 050 402        | 97,83            |                  |                  | 1 054 297 | 98,20  |        |              |               |
| Votes blancs et nuls              | Votes blancs et nuls                         | Votes blancs et nuls                         | 23 249           | 2,17             | 19 354           | 1,80             |           |        |        |              |               |
| Total                             | Total                                        | Total                                        | 1 073 651        | 100              | 44               | en stagnation    | 1 073 651 | 100    | 44     | 88           | en stagnation |
| Abstentions                       | Abstentions                                  | Abstentions                                  | 836 423          | 43,79            |                  |                  | 836 423   | 43,79  |        |              |               |
| Nombre d'inscrits / participation | Nombre d'inscrits / participation            | Nombre d'inscrits / participation            | 1 910 074        | 56,21            | 1 910 074        | 56,21            |           |        |        |              |               |

### Analyse
Alors que la participation augmente légèrement, la CDU du ministre-président Dieter Althaus subit une déroute inédite, comparable par son ampleur à celle vécue en Saxe cinq ans plus tôt. Elle chute d'environ 12 points, perd 15 députés et obtient pour la première fois moins de 42 % des suffrages exprimés. C'est son plus mauvais résultat depuis 1990 et la refondation de la Thuringe.
Dans l'ensemble, les élections sont remportées par la gauche et le centre-gauche, dont toutes les composantes progressent ensemble de sept points, rassemblant 51 parlementaires et 52 % des voix. Si le SPD enregistre la meilleure progression en voix, ce sont les Grünen qui gagnent le plus de sièges. La Linke reste elle le parti dominant parmi ces trois forces.
Le FDP, absent du Landtag depuis 15 ans comme les Grünen, y fait également son retour. Deux autres formations échouent en revanche à y faire leur entrée, dont les néo-nazis du NPD qui manquent de peu cet objectif, à 0,7 point près.

### Conséquences
Althaus annonce sa démission le 3 septembre 2009 avant de se rétracter, mais renonce tout de même à un troisième mandat. Le 30 octobre, la ministre des Affaires sociales Christine Lieberknecht est investie ministre-présidente, à la tête d'une « grande coalition » dans laquelle le ministre de l'Éducation social-démocrate Christoph Matschie est vice-ministre-président.